# نهائي كوبا ليبرتادوريس 1977
كانت نهائيات كوبا ليبرتادوريس 1977 هي آخر مباراة ذهابًا وإيابًا لتحديد بطل كوبا ليبرتادوريس 1977. وخاضها نادي بوكا جونيورز الأرجنتيني وكروزيرو البرازيلي . أقيمت مباراة الذهاب في 6 سبتمبر على ملعب بوكا جونيورز، لا بومبونيرا، بينما أقيمت مباراة الإياب في 11 سبتمبر في ملعب كروزيرو، ملعب مينيراو. كان هذا هو النهائي الثاني الذي يخوضه الفريقان في البطولة.
فاز بوكا جونيورز البطولة بعد فوزه بركلات الترجيح في مباراة فاصلة 5-4 في إستاد سينتيناريو في مونتيفيديو، وبالتالي فاز بأول كأس ليبرتادوريس بعد الخسارة النهائية في عام 1963 ضد سانتوس.

## الفرق المتأهلة
| فريق         | مشاركات سابقة (الخط الغليظ يشير إلى فوز) |
| ------------ | ---------------------------------------- |
| بوكا جونيورز | 1963                                     |
| كروزيرو      | 1976                                     |